# 藤尾香織
藤尾 香織（ふじお かおり、旧姓：千葉、1981年1月29日 - ）は、山梨県白根町（現南アルプス市）出身の女子ホッケー選手である。ポジションはフォワード。

## 来歴
1986年の国体で地元がホッケー会場になったのがきっかけで小5でホッケーを始める。
巨摩高校、山梨学院大学からソニーイーエムシーエス一宮テック（ソニーHC BRAVIA Ladies）に入社。
2004年にはアテネ五輪に出場。
2006年のW杯では得点ランク4位の活躍で5位入賞に貢献。国際ホッケー連盟が選ぶ世界オールスターチームの18人に選ばれた。2007年には日本人で初めてホッケーで世界最高峰とも言われるオランダリーグにフル参戦した。
2008年の北京オリンピックでは「さくらジャパンの千葉ちゃん」として人気を集め、上位入賞を期待されたが10位と低迷。失意の千葉は代表を退いた。再び代表に復帰した2010年アジア大会でも、ロンドンオリンピック出場権を獲得するまでに至らずセミリタイアし、所属チームで兼任コーチとして後進の指導に当たった。
渡欧中に知り合った男性と2011年6月に結婚。時期同じくして再び代表から声がかかり、夫の後押しもあってさくらジャパンに復帰。世界最終予選を勝ち上がり3大会連続のオリンピック出場を決めた。